# Lee Won-suk
Lee Won-suk (hangul 이원석, nascut el 9 de gener de 1974) és un director de cinema de Corea del Sud. Lee va actuar com a assistent de direcció a la pel·lícula omnibus de Corea del Sud Ogamdo (2009), abans de llançar el seu debut cinematogràfic, la comèdia romàntica Namja Sayongseolmyungseo (2013). Encara que no va ser un èxit comercial, la pel·lícula va guanyar el Golden Mulberry Award (Premi del Públic) al 15è Festival de Cinema de l'Extrem Orient i el Premi de Bronze a la millor pel·lícula asiàtica al FanTasia l'any 2013.
El seu segon llargmetratge, un drama d'època Sanguiwon (2014), va guanyar el premi del públic (segon lloc) i el premi My Movie Audience al 17è Udine Far East Film Festival, i el premi del públic al Festival de Cinema Asiàtic de Nova York el 2015.

## Filmography
- Deotchil (scurtmetratge, 2005) - director, director productor, editor
- Ogamdo (2009) - 1r ajudant de direcció
- Namja Sayongseolmyungseo (2013) - director, guionista
- Sanguiwon (2014) - director
- Killing Romance (2023) - director
- The Divorce Insurance (2025) - co-director